# 新バニシング IN 60″ スピードトラップ
新バニシング IN 60” スピードトラップ（Speedtrap）は、1977年に公開されたポリスアクション映画である。出演ジョー・ドン・ベイカー、タイン・デイリー。

## あらすじ
高級車専門の自動車泥棒ロードランナーは、卓越した運転技術に加え、警察の無線を盗聴することもあるため、警察は翻弄されていた。
パトカーのスクラップも絶えず、保険会社からも10万ドルの賞金が出る始末である。
ロードランナー逮捕の手柄を立てて次期署長を夢見るホーガン警部のもとに、元同僚のピートが保険会社の代表として彼の元に現れる。スピード違反の前科のあるピートを嫌がっていた警部は、婦警のノーランにピートをあてがう。
ピートがロードランナーによる被害状況を調べていた矢先、ロードランナーはリンカーン・コンチネンタルを盗む。持ち主である暗黒街の顔役アルは、子分たちに車の奪還を命じる。
また、ロードランナー本人が無線を通じてピートにコンチネンタルの場所を教えてくる。その場所に向かったピートはアル一味と鉢合わせする。そして、アルが車内に搭載していた100万ドル分の麻薬の積み出しを指示したところで、ピートは事件の真相に近づく。

## キャスト
| 役名               | 俳優                   | 日本語吹替 |
| 役名               | 俳優                   | 日本テレビ版 |
| ------------------ | ---------------------- | --- |
| ピート・ノバック   | ジョー・ドン・ベイカー | 石田太郎 |
| ニフティ・ノーラン | タイン・デイリー       | 山田栄子 |
| ホーガン警部       | モーガン・ウッドワード | 北原義郎 |
| スピラーノ         | ロバート・ロッジア     | 山内雅人 |
| ビリー             | リチャード・ジャッケル | 兼本新吾 |
| ルーミス           | ティモシー・ケイリ―    | 田中康郎 |
| 不明 その他        |                        | 前沢迪雄 佐久間あい 石森達幸 三枝みち子 楠正通 上田敏也 村松康雄 筈見純 鵜飼るみ子 松岡文雄 二又一成 中島喜美栄 |
|                    |                        | |
| 演出               | 演出                   | 長野武二郎 |
| 翻訳               | 翻訳                   | 大野隆一 |
| 効果               |                        | |
| 調整               |                        | |
| 制作               | 制作                   | グロービジョン                                                                                                  |
| 解説               | 解説                   | 水野晴郎 |
| 初回放送           | 初回放送               | 1980年6月18日 『水曜ロードショー』                                                                              |